# Туричино
Тури́чино — деревня в Невельском районе Псковской области России. Входит в состав Туричинской волости в качестве её административного центра.

## География
Расположена на северном побережье озера Туричино, в 35 км к юго-западу от города Невель в сторону Полоцка.
Имеется железнодорожная остановка на Бологое-Полоцкой линии Октябрьской железной дороги (поезд Великие Луки — Алёща) и автобусная остановка (автобус Невель — Доминиково).

## Население
| 2001 | 2002 | 2010 |
| ---- | ---- | ---- |
| 589  | ↘511 | ↘450 |

Численность населения деревни по оценке на начало 2001 года составляла 589 жителей.